# Krasnensky (huyện)
Huyện Krasnensky (tiếng Nga: ? райо́н) là một huyện hành chính tự quản (raion), của Tỉnh Belgorod, Nga. Huyện có diện tích 876 km², dân số thời điểm ngày 1 tháng 1 năm 2000 là 15700 người. Trung tâm của huyện đóng ở Krasnoye.